# 新宿中央公園
新宿中央公園（しんじゅくちゅうおうこうえん）は、東京都新宿区西新宿二丁目にある新宿区立の都市計画公園である。常時開園しており、入園料は無料である。
面積は8.8ヘクタール。新宿区内の緑地のうち新宿御苑、明治神宮外苑、戸山公園に次ぐ面積で、新宿区立公園の中では最も広い。
英語名称は「Shinjuku Chuo Park」。

## 概要
西新宿の新宿高層ビル群の一角にあり、付近の貴重な緑地となっている。
当地はもともと、現在隣接する熊野神社の敷地の一部であり、戦前は小西六写真工業（現：コニカミノルタ）の工場敷地などとなった。戦後に新宿副都心計画の一環として、淀橋浄水場の跡地と合わせて公園として整備されることになった。公園の北端には新宿区立環境学習情報センターと新宿区立区民ギャラリーの複合施設「エコギャラリー新宿」が設けられた。
またその立地から、テレビドラマや映画、テレビ映画のロケーション撮影にも頻繁に使用されている。

## 歴史
- 1902年（明治35年） - 小西本店（後の小西六写真工業、現:コニカミノルタ）の写真用感光材製造部門である六桜社の工場が竣工。
- 1963年（昭和38年） - 新宿副都心計画の一環として、工場移転。公園に。
- 1968年（昭和43年）4月1日 - 東京都立の公園として開園。
- 1975年（昭和50年）4月1日 - 新宿区に移管。
- 1982年（昭和57年） - 新宿ナイアガラの滝完成[1]。
- 2020年（令和2年）7月16日 - 交流拠点施設「SHUKNOVA（シュクノバ）」と新たに整備された芝生広場が開業[2]。

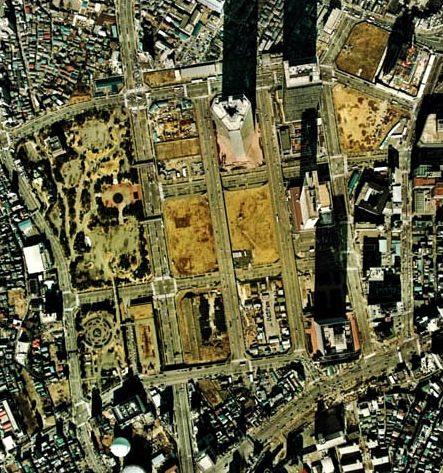
1974年の空中写真。左側の緑地が新宿中央公園

## 主な施設

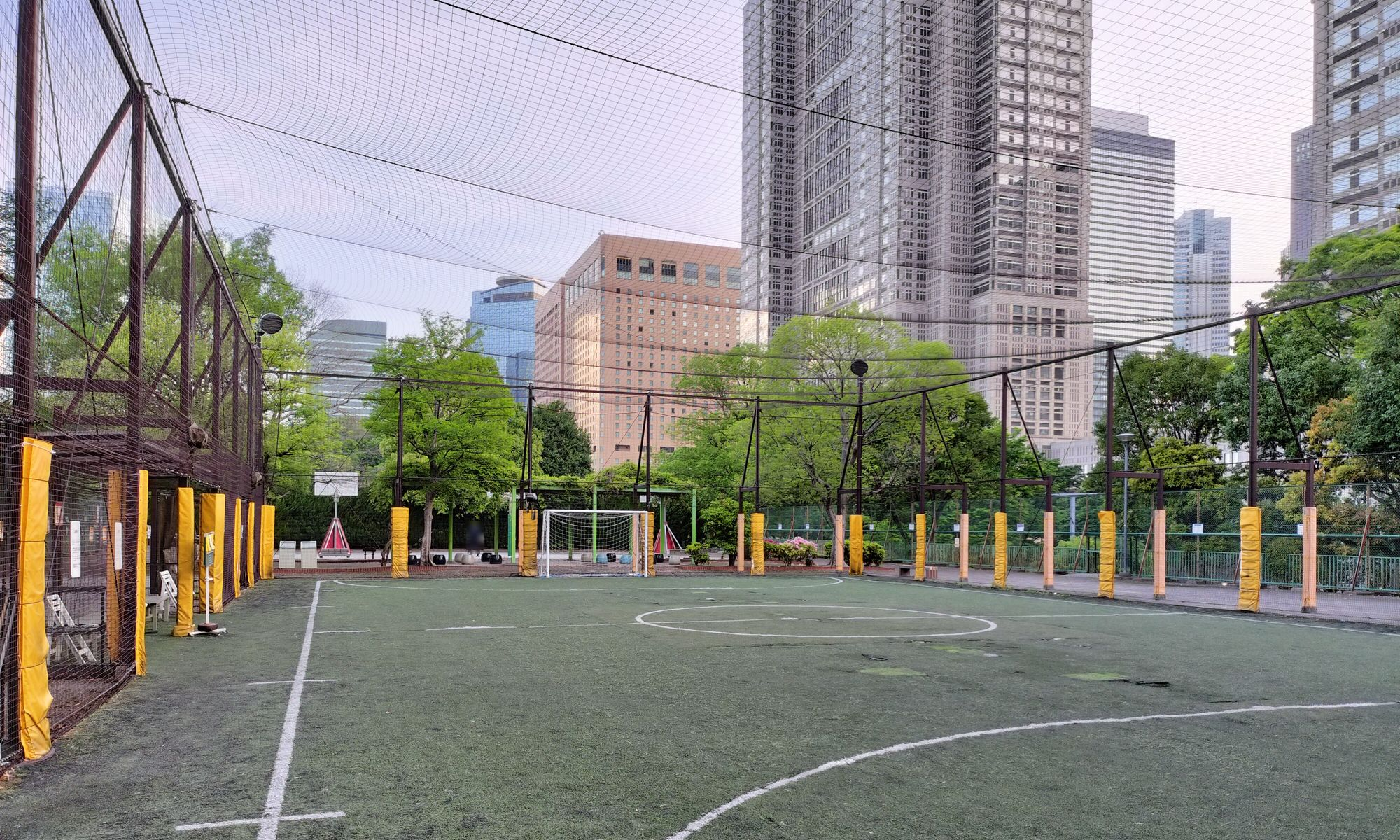
フットサルコート
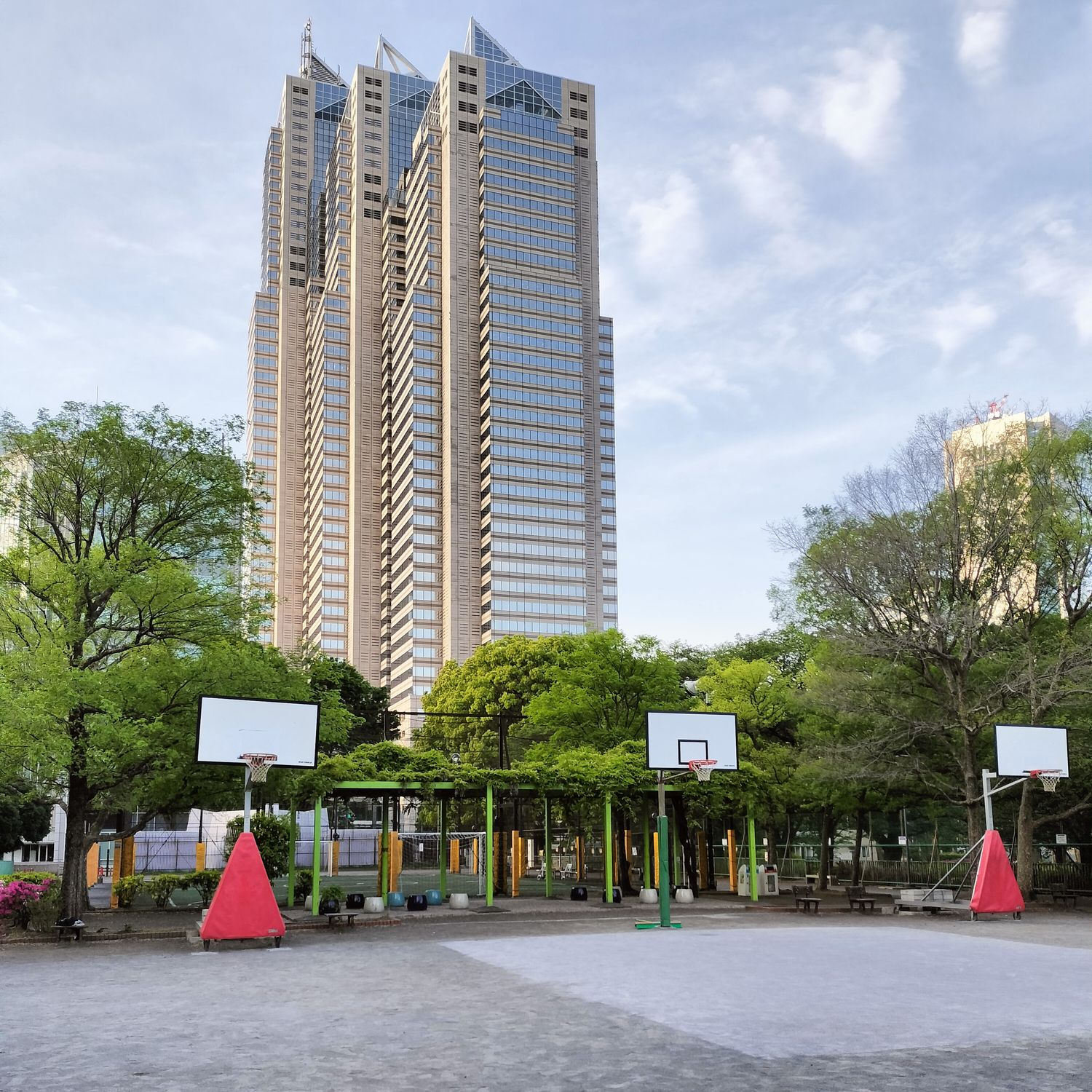
バスケットゴール

園内は道路により北、西、東の3つのエリアに分かれている。
- 北エリア・北東
  - SHUKNOVA（シュクノバ） - Park-PFI制度により運営される施設。スターバックスの店舗などが入る。
  - 芝生広場 - 「平和の鐘」がある。

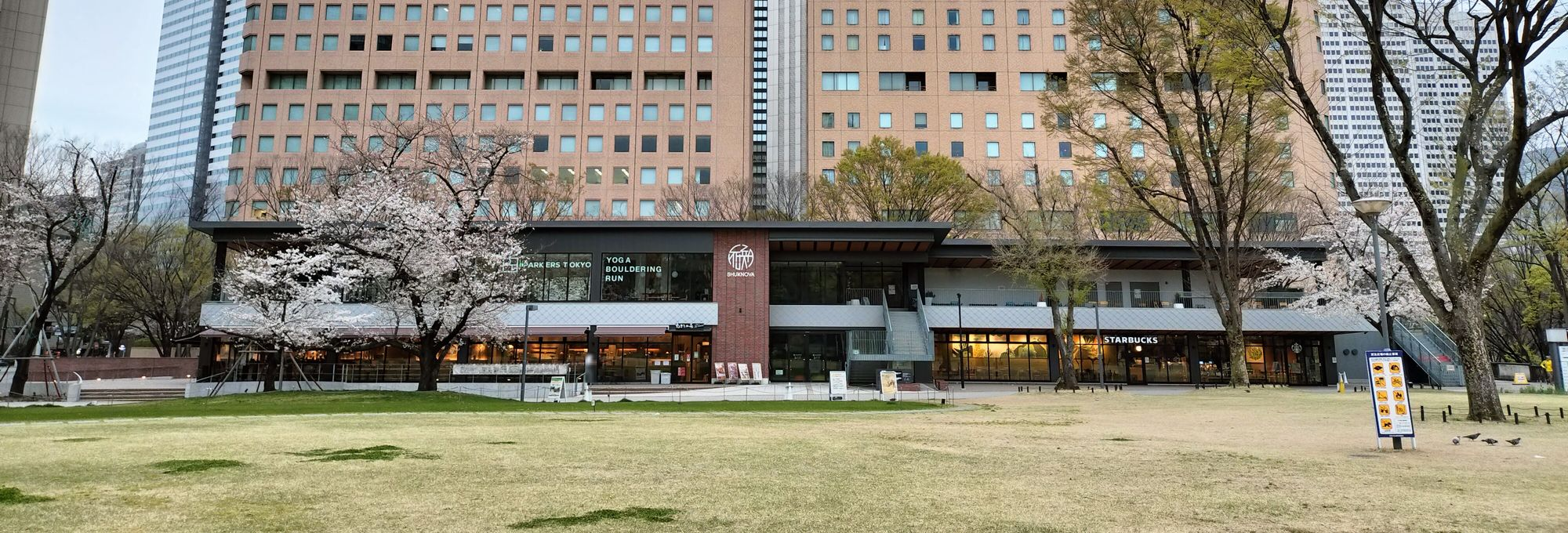
SHUKNOVA

- 北エリア・北西
  - スポーツコーナー - 壁打ちテニスコートなどがある。
  - エコギャラリー新宿
- 北エリア・中央
  - 眺望のもり
  - 新宿白糸の滝
  - 新宿ナイアガラの滝
  - 水の広場
  - ビオトープ - 熊野神社の南側にある。開園日時は限定されている[3]。

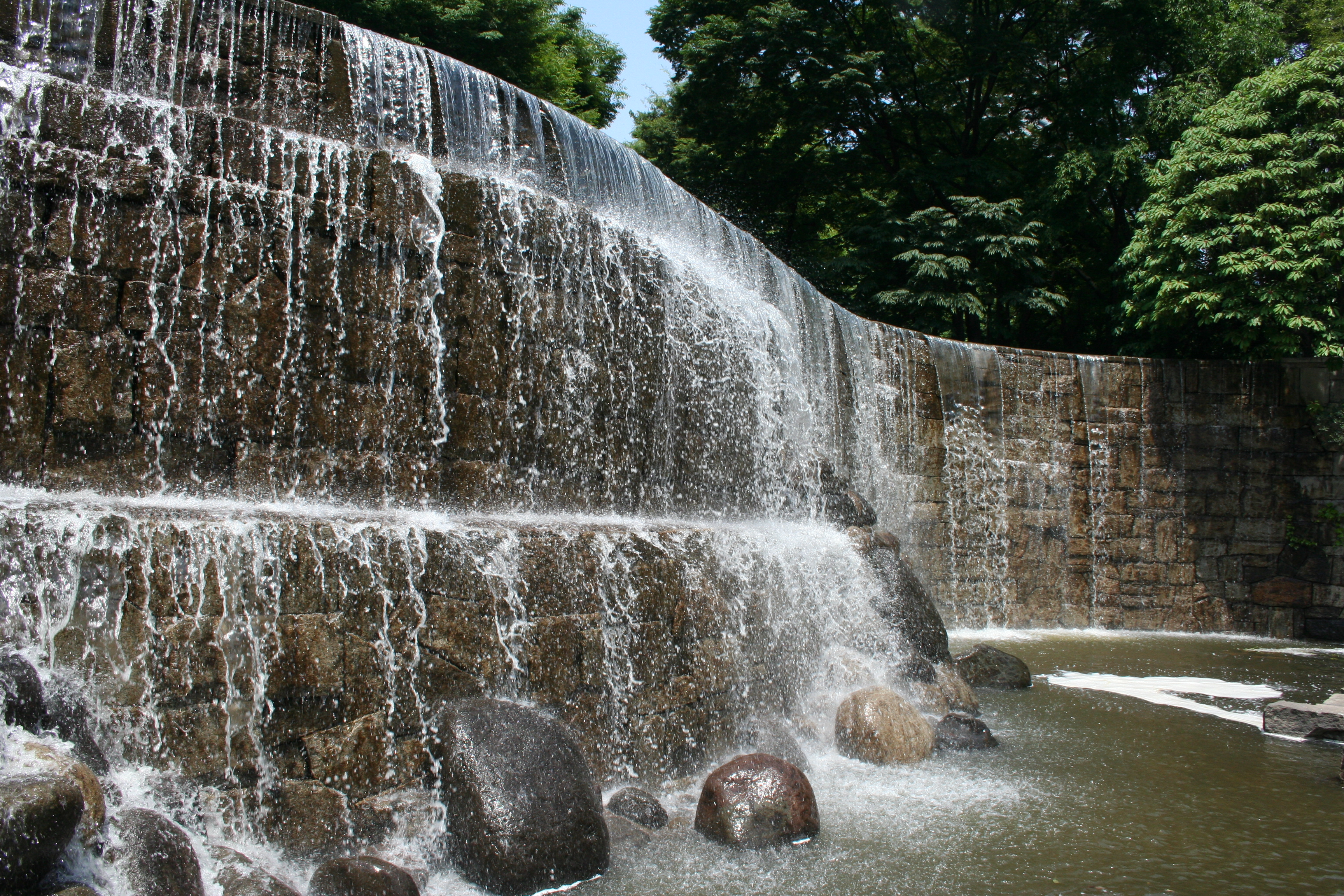
新宿ナイアガラの滝
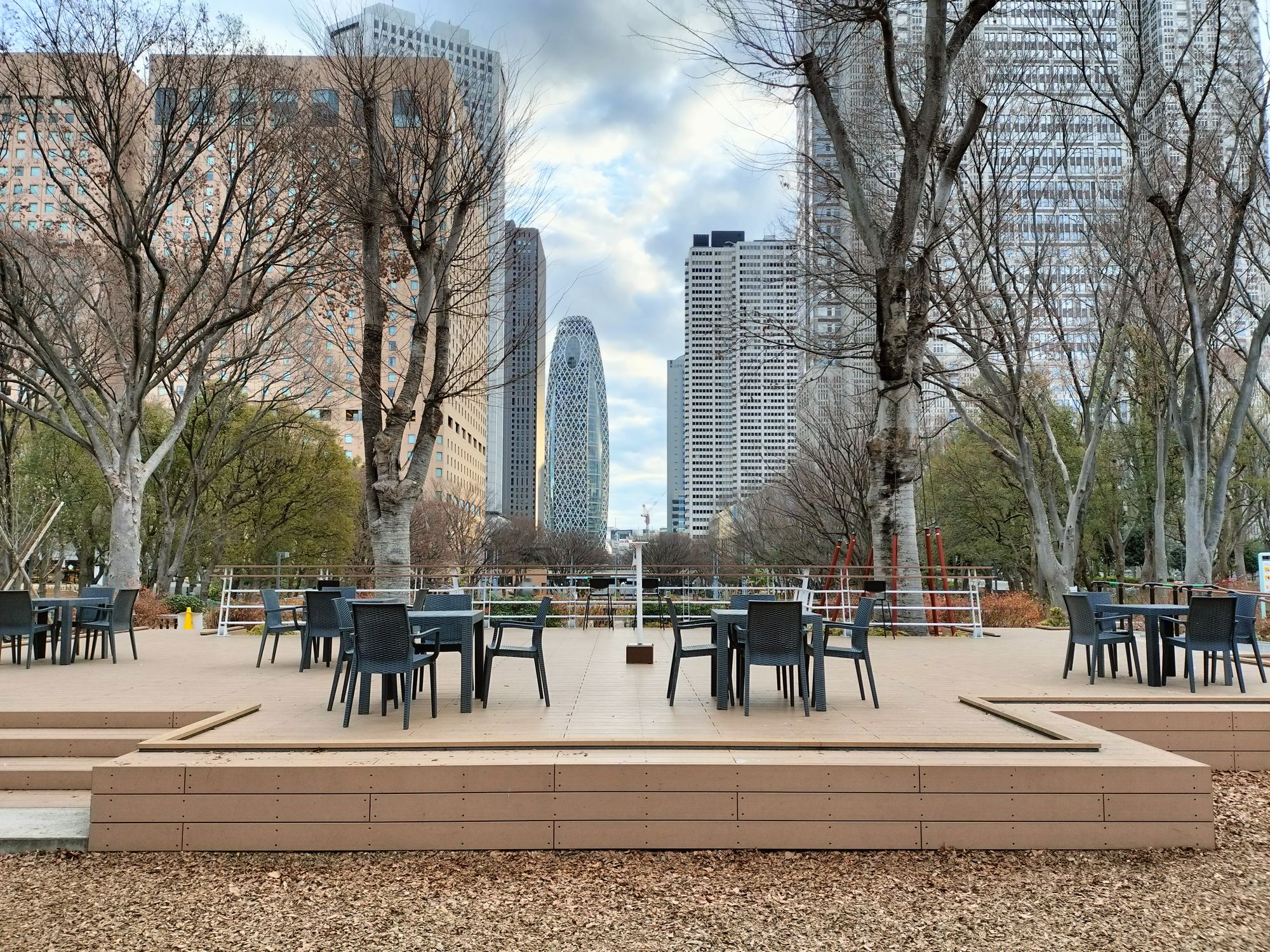
眺望のもりのウッドデッキ
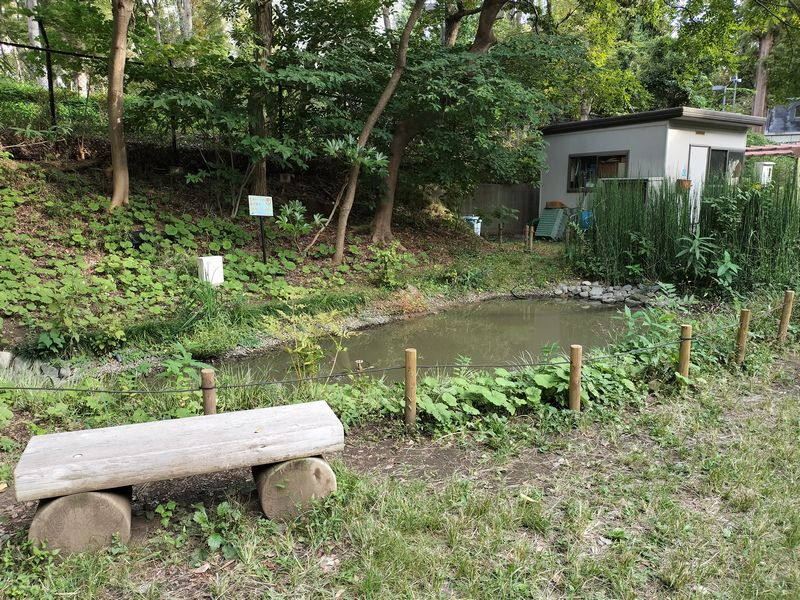
ビオトープ内の池
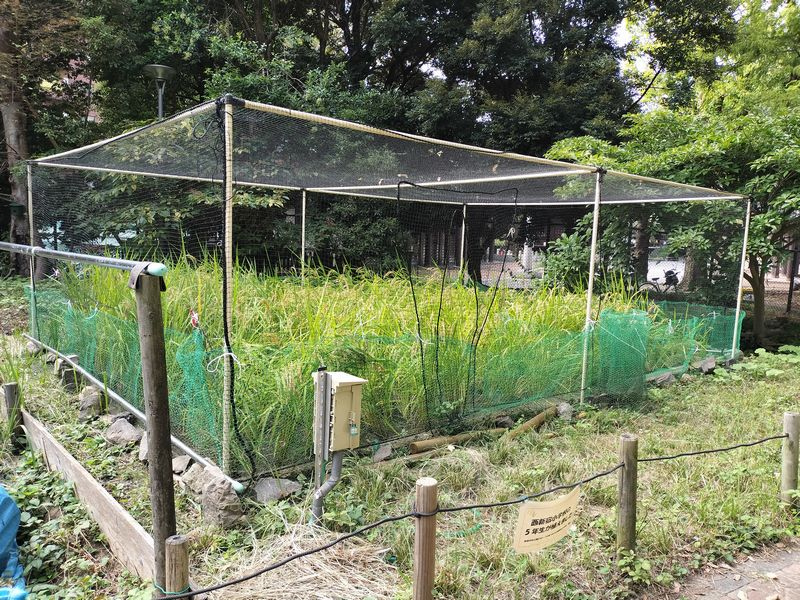
ビオトープ内では稲の栽培が行われている（2023年10月中旬）

- 北エリア・南
  - 写真工業発祥記念碑
  - 管理事務所
  - 区民の森
  - ランチコーナー - テーブルと椅子がある。日中のみ利用可能。
  - 富士見台 - 頂上に六角堂（旧淀橋浄水場の洋風東屋）がある。

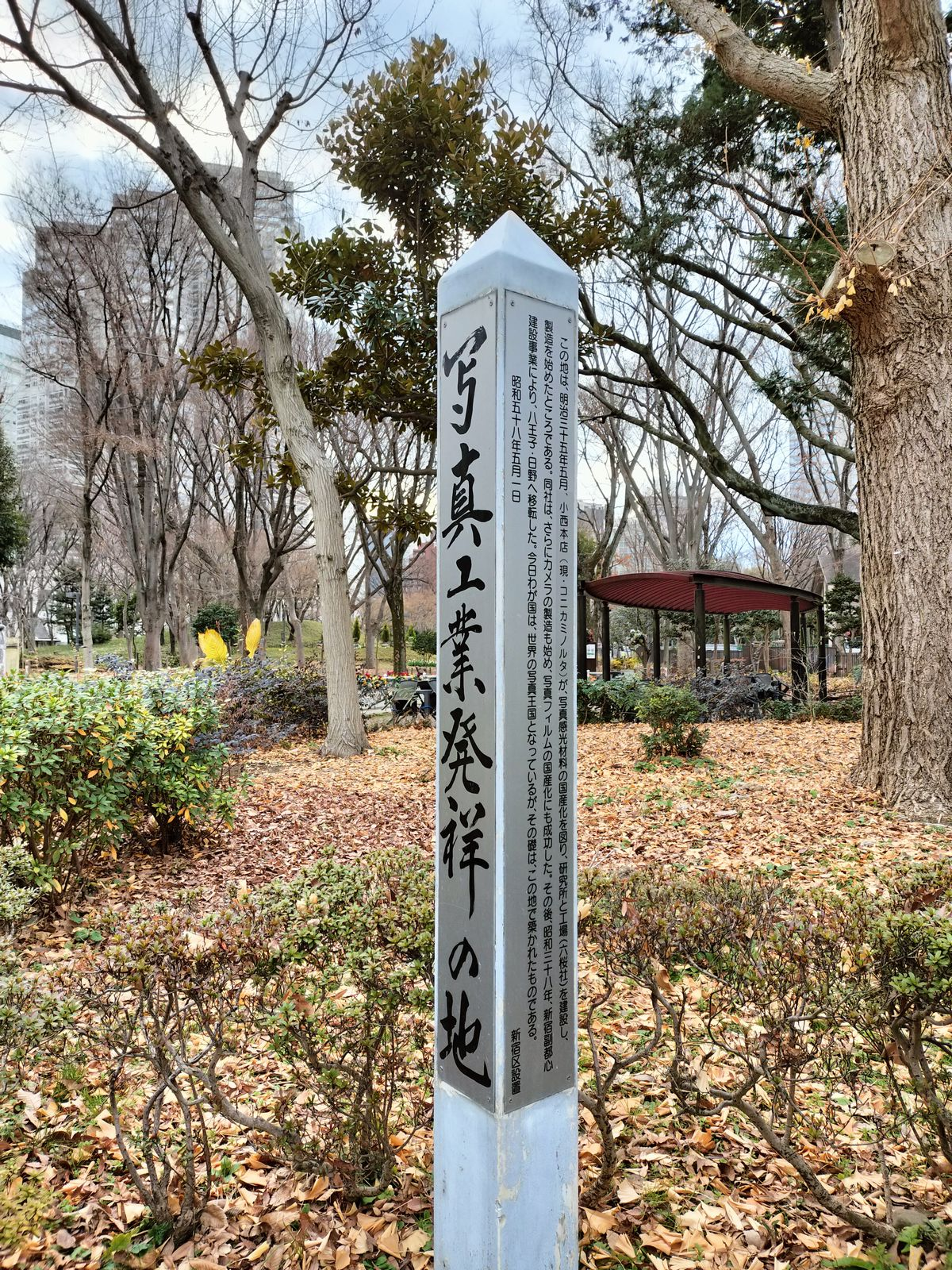
写真工業発祥記念碑
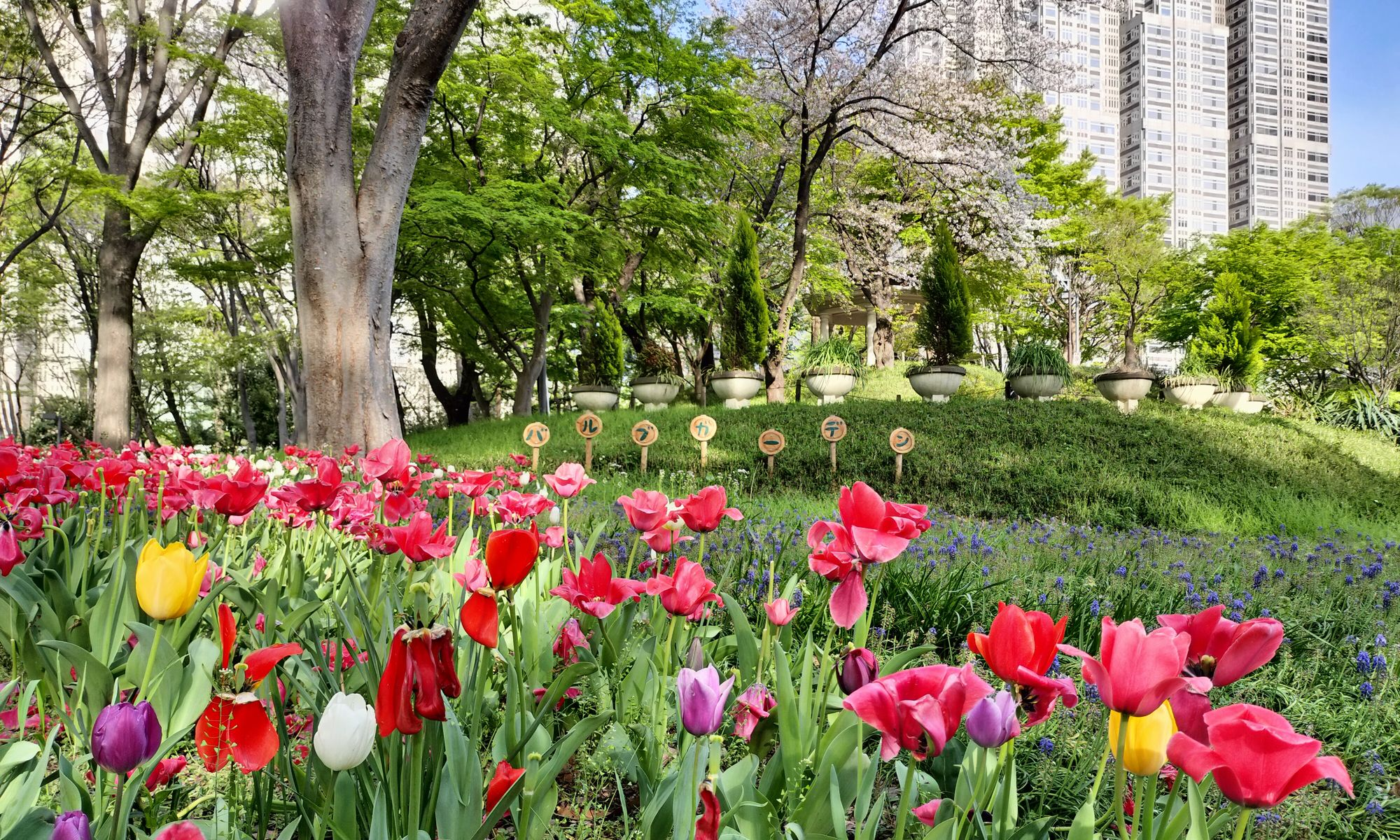
区民の森にあるバルブガーデン

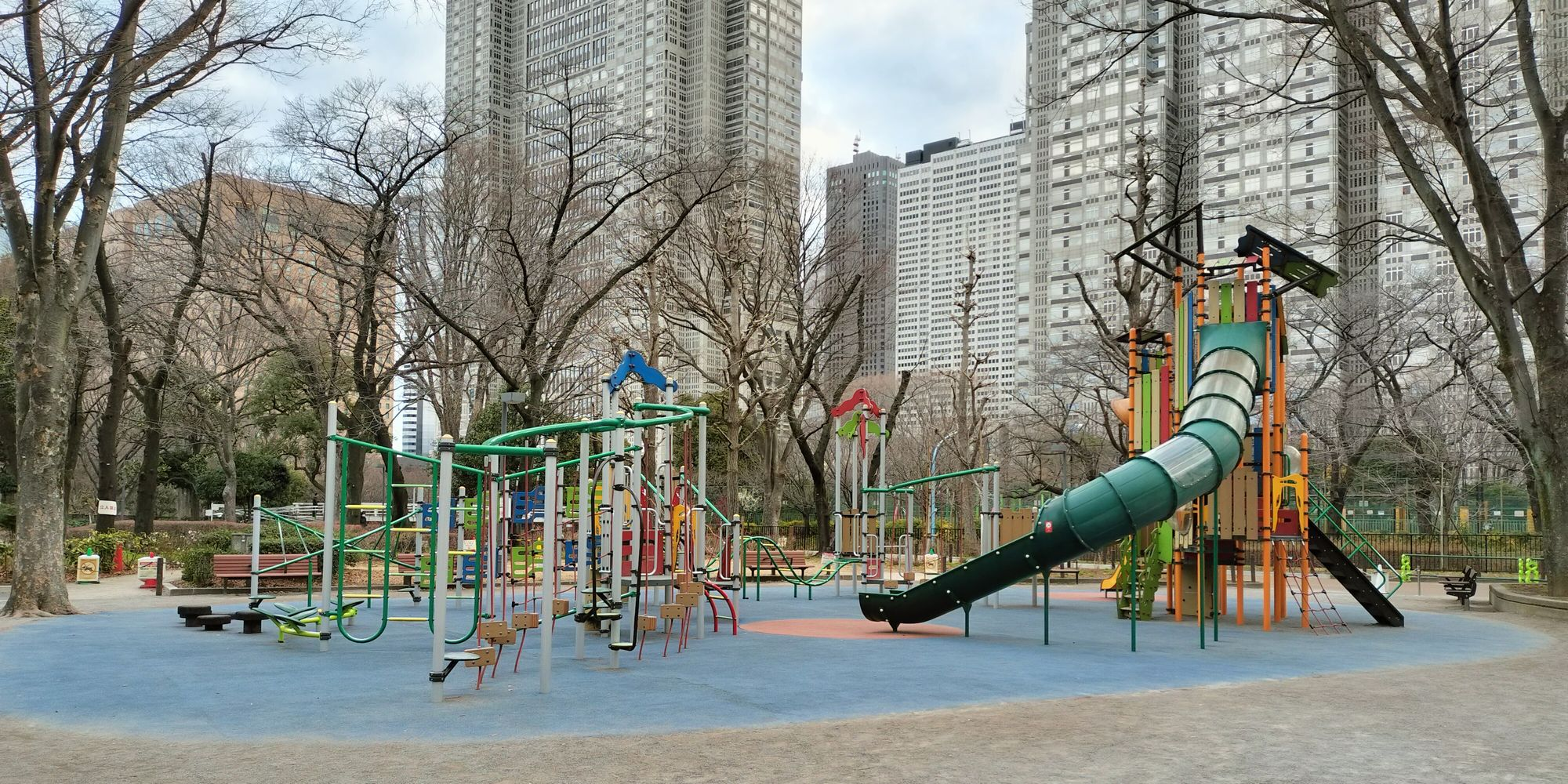
ちびっこ広場

- 西エリア
  - ジャブジャブ池
  - ちびっこ広場 - 児童遊園。
  - フットサル管理棟

- ちびっこ広場

- 東エリア
  - フットサルコート
  - バスケットゴール

- フットサルコート
- バスケットゴール

## 彫刻
北エリアに以下の彫刻がある。
- 髪 - 渡辺弘行による女性のブロンズ像
- 瞭（りょう） - 分部順治による男性のブロンズ像
- 燮（やわらぎ） - 佐藤健次郎による母と男児のブロンズ像[注 2]
- 絆 - 三澤憲司による石像
- 久遠の像 - 太田道灌の像。山本豊市が制作し、油井一二が寄贈した。

久遠の像

## 橋
- 公園大橋 - 西エリアと北エリアをむすぶ。
- 公園小橋 - 西エリアと東エリアをむすぶ。
- 緑の橋、虹の橋 - 都庁第一本庁舎と北エリアをむすぶ[注 3]。
- 公園北歩道橋 - ハイアットリージェンシー東京と北エリアをむすぶ。
- 宮前歩道橋1号 - 十二社通り西側と西エリアをむすぶ。

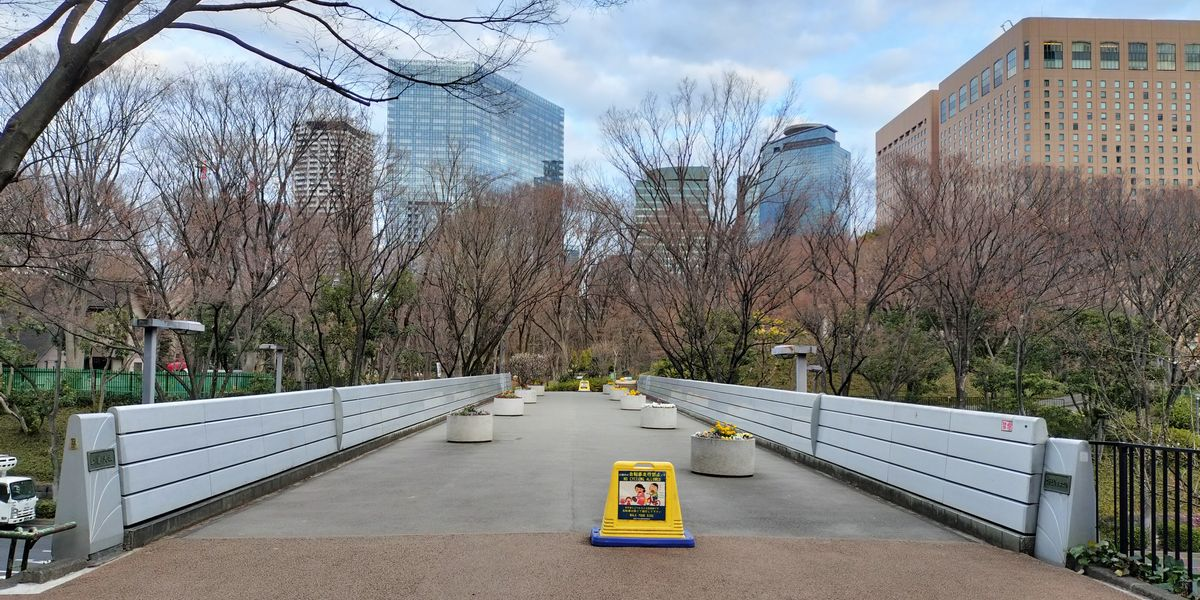
公園大橋
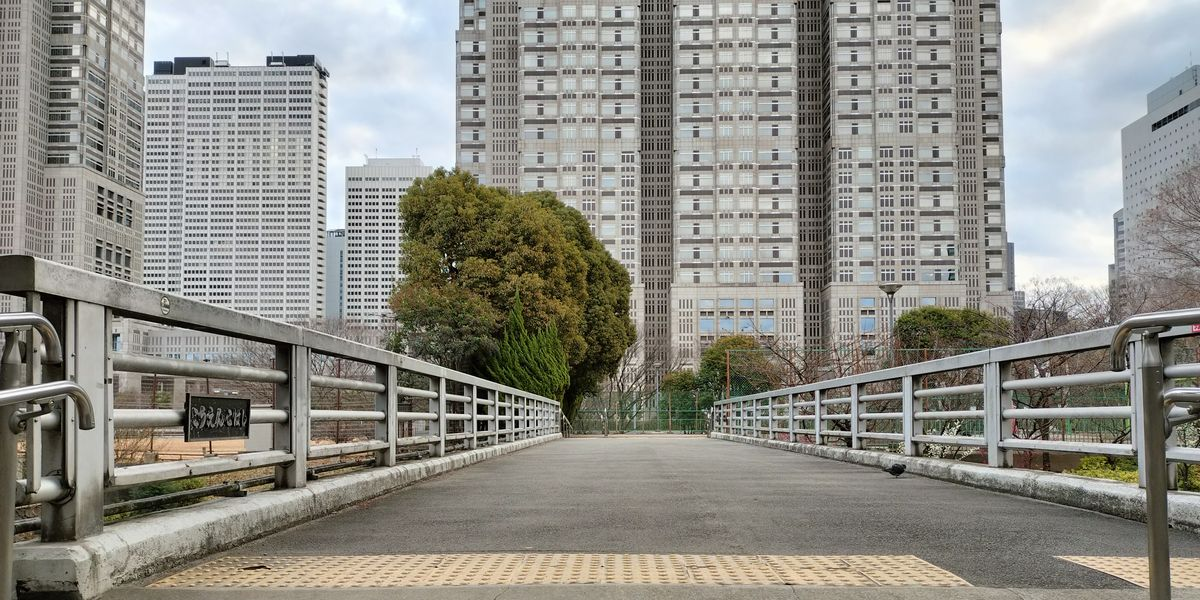
公園小橋
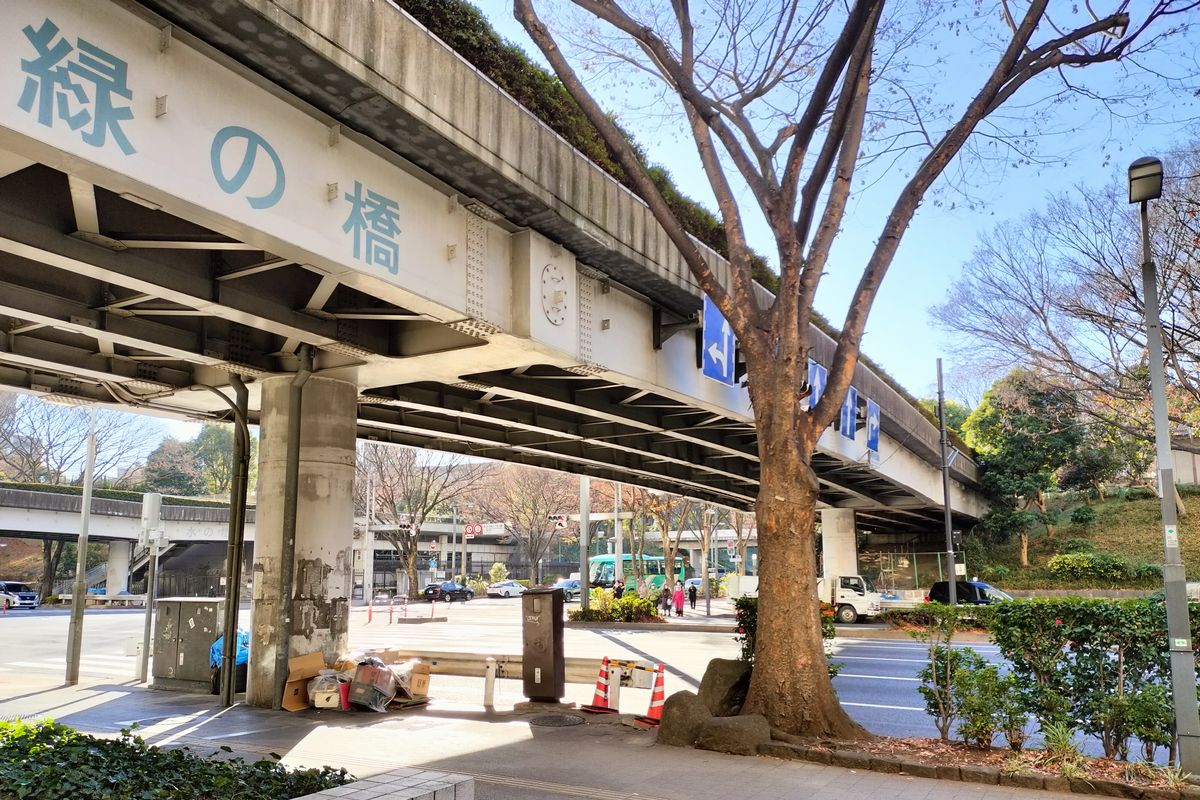
緑の橋
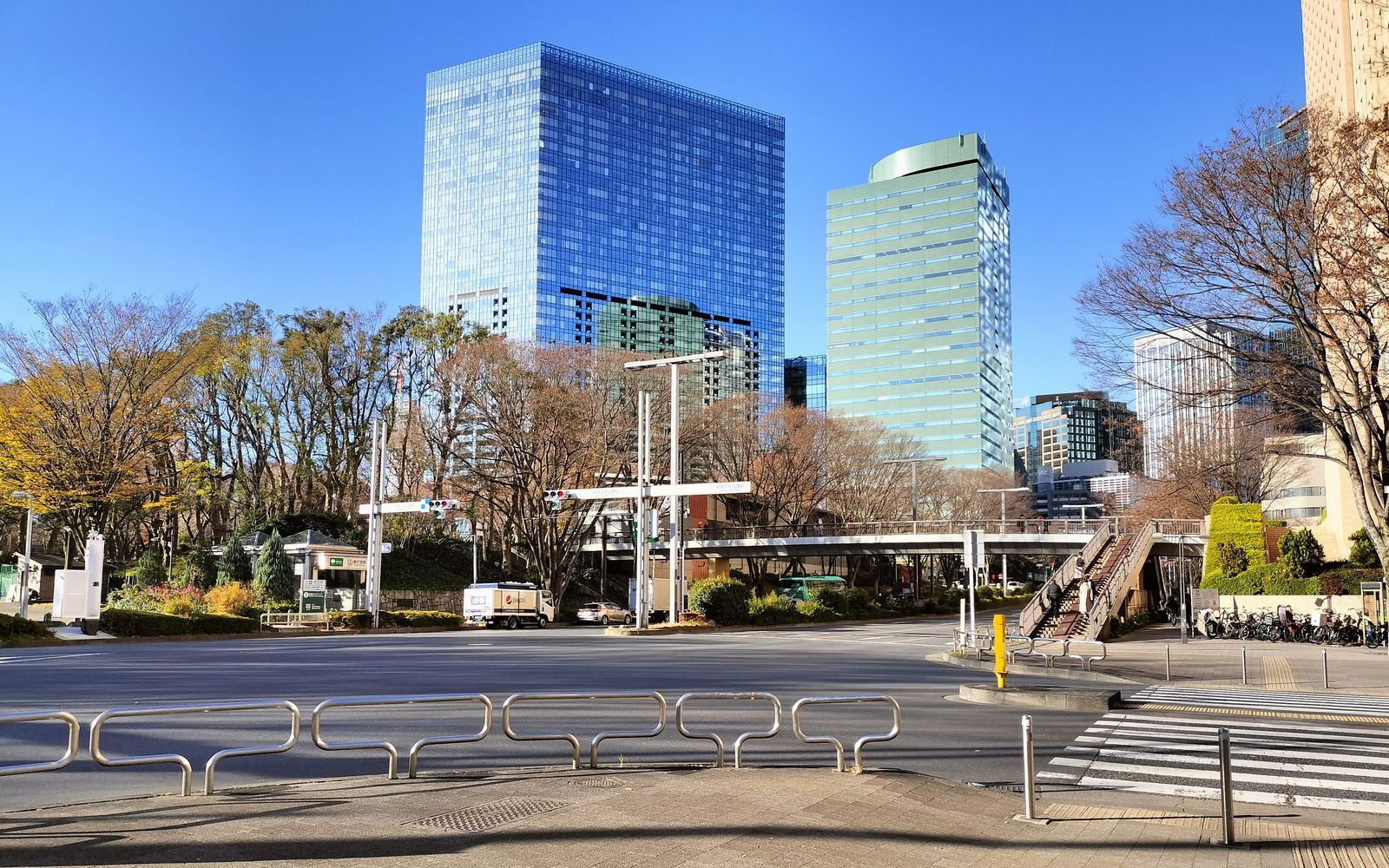
公園北歩道橋

## ギャラリー

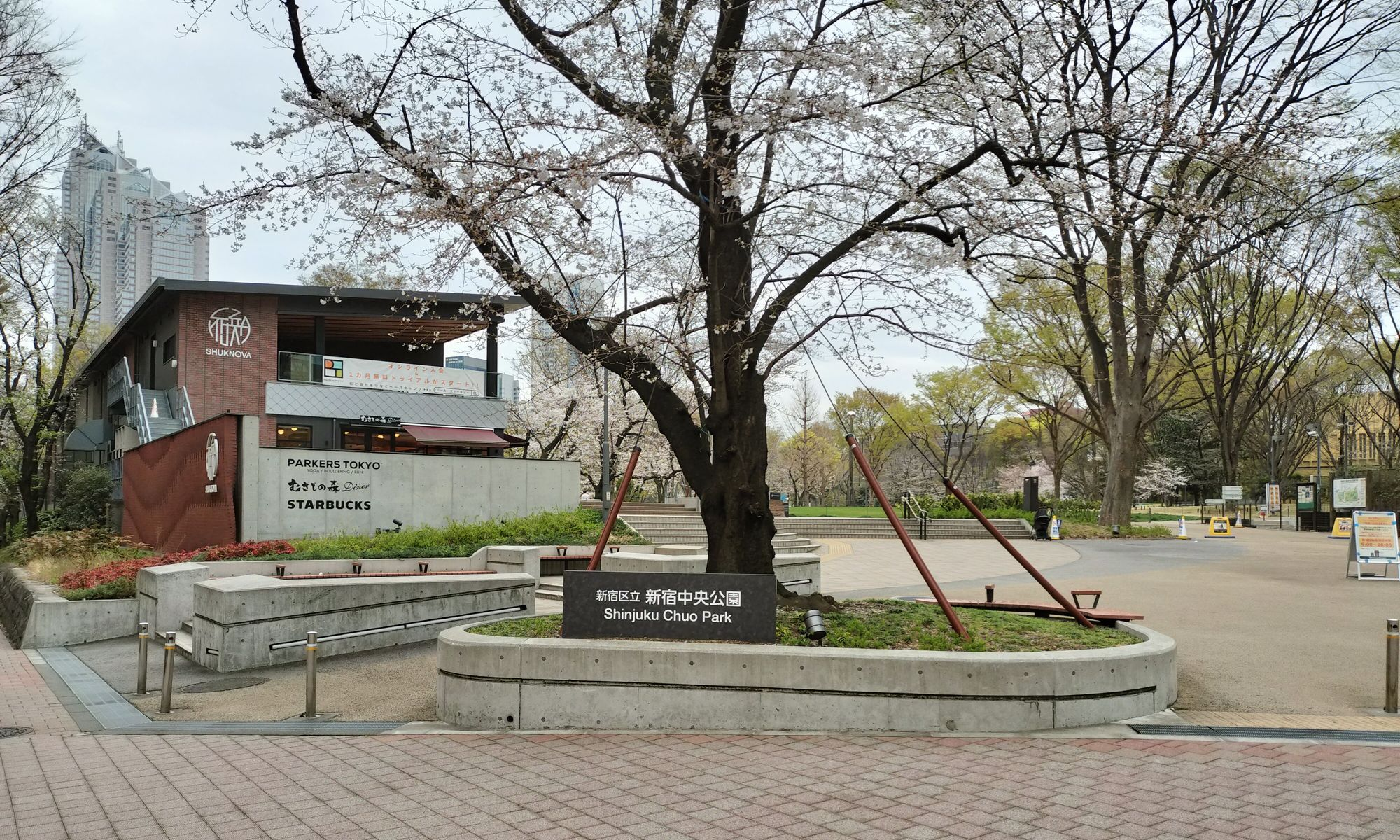
北東側出入口
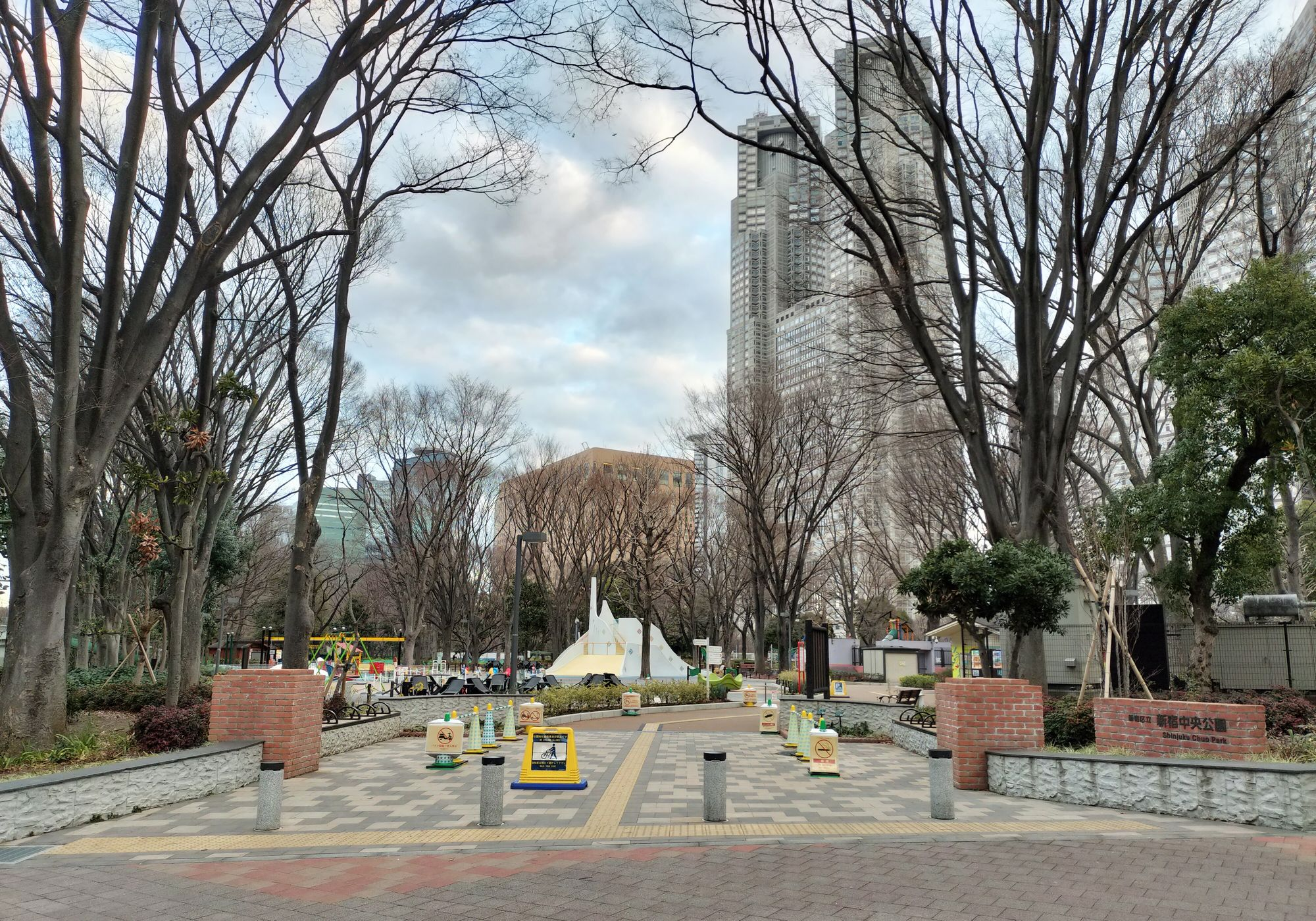
南西側出入口
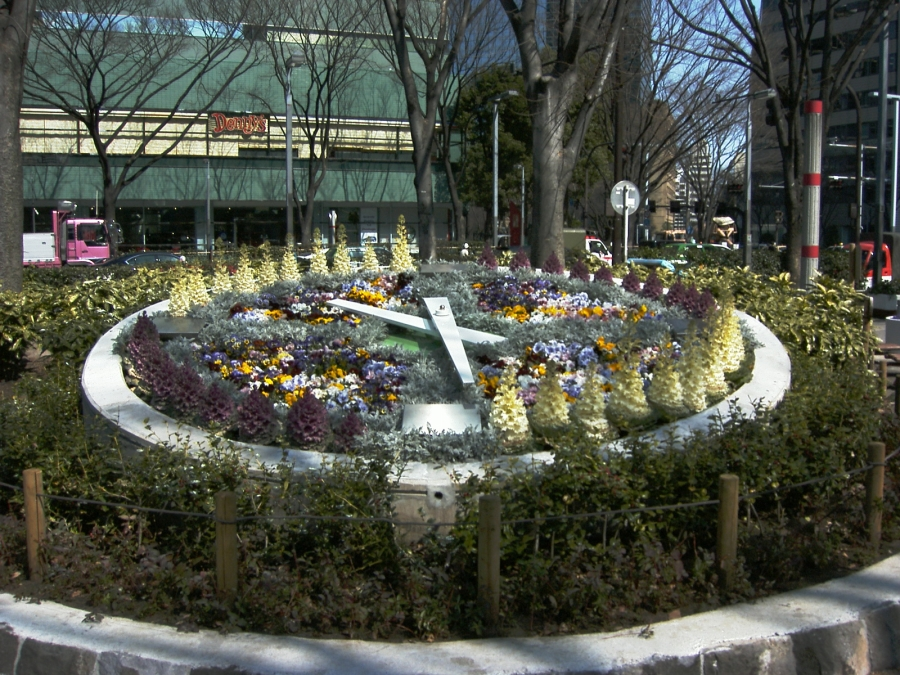
北端付近にあった花時計（2007年）
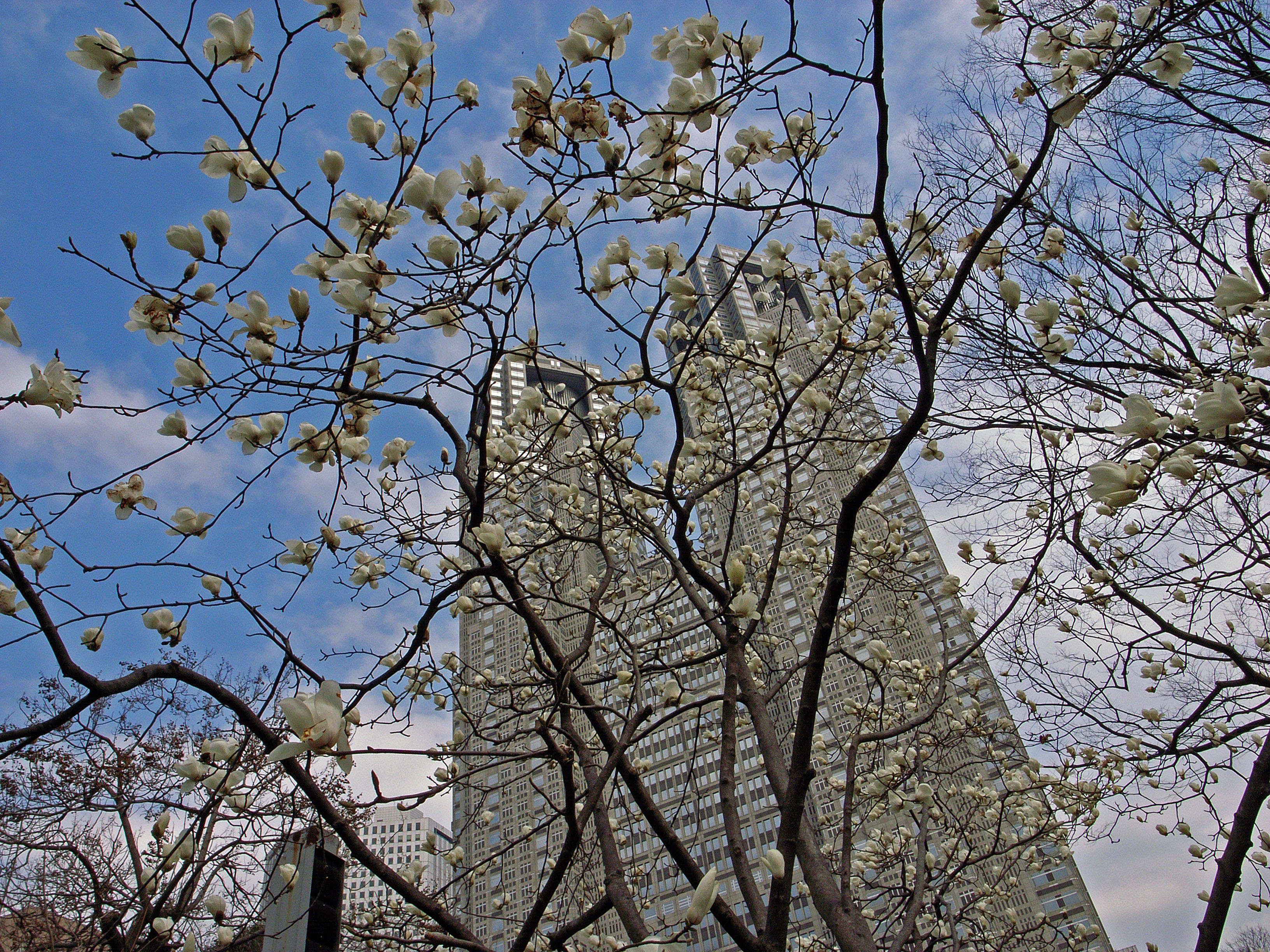
公園を見下ろす都庁舎
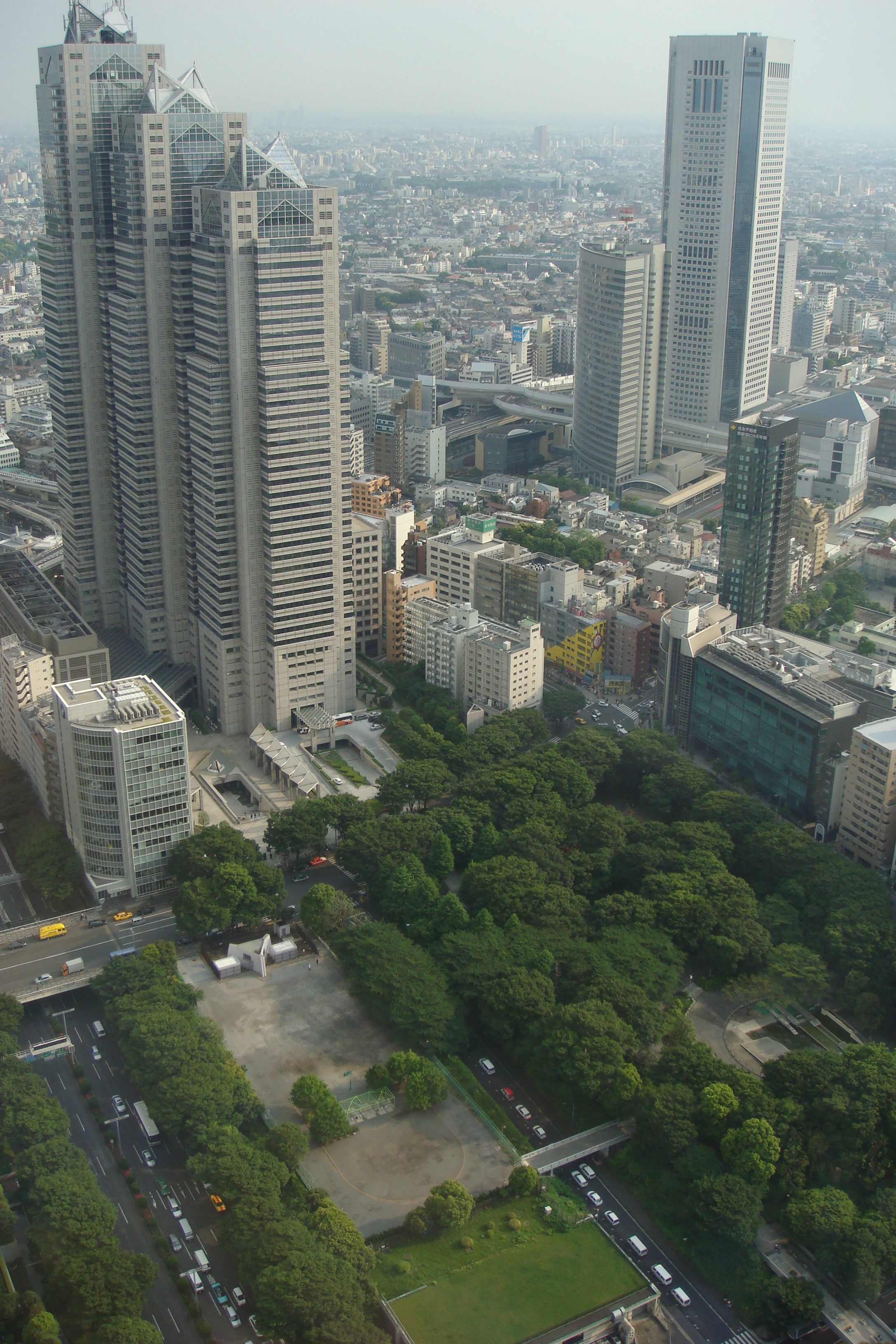
都庁舎から見下ろした新宿中央公園
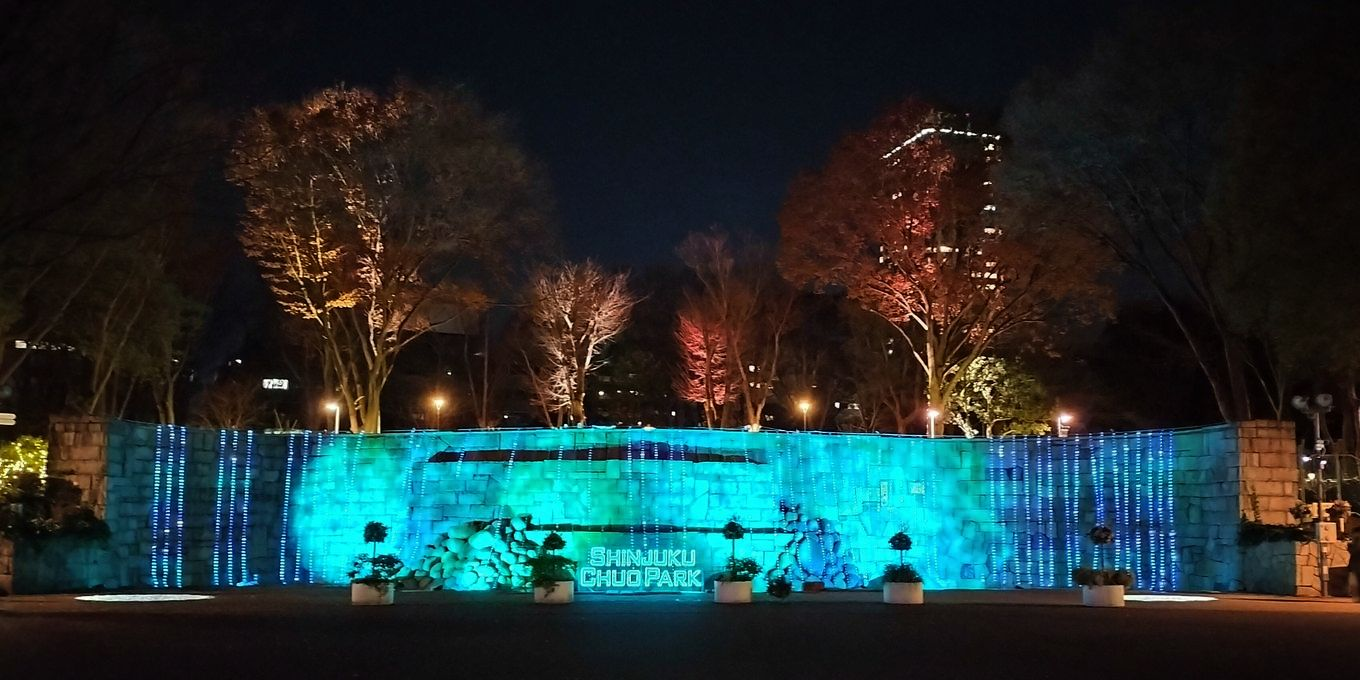
ライトアップイベント（2024年1月）
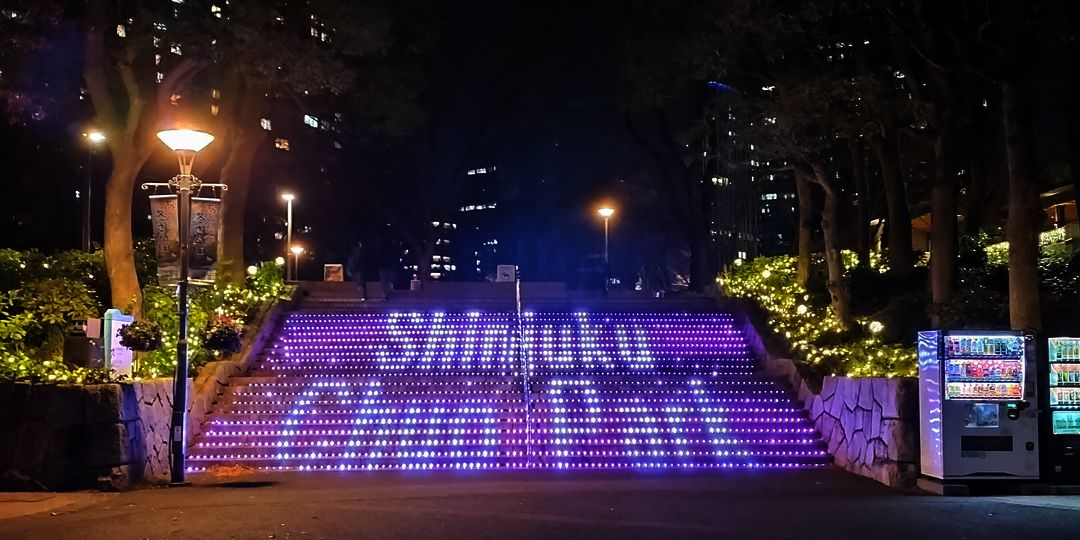
ライトアップイベント（2024年1月）
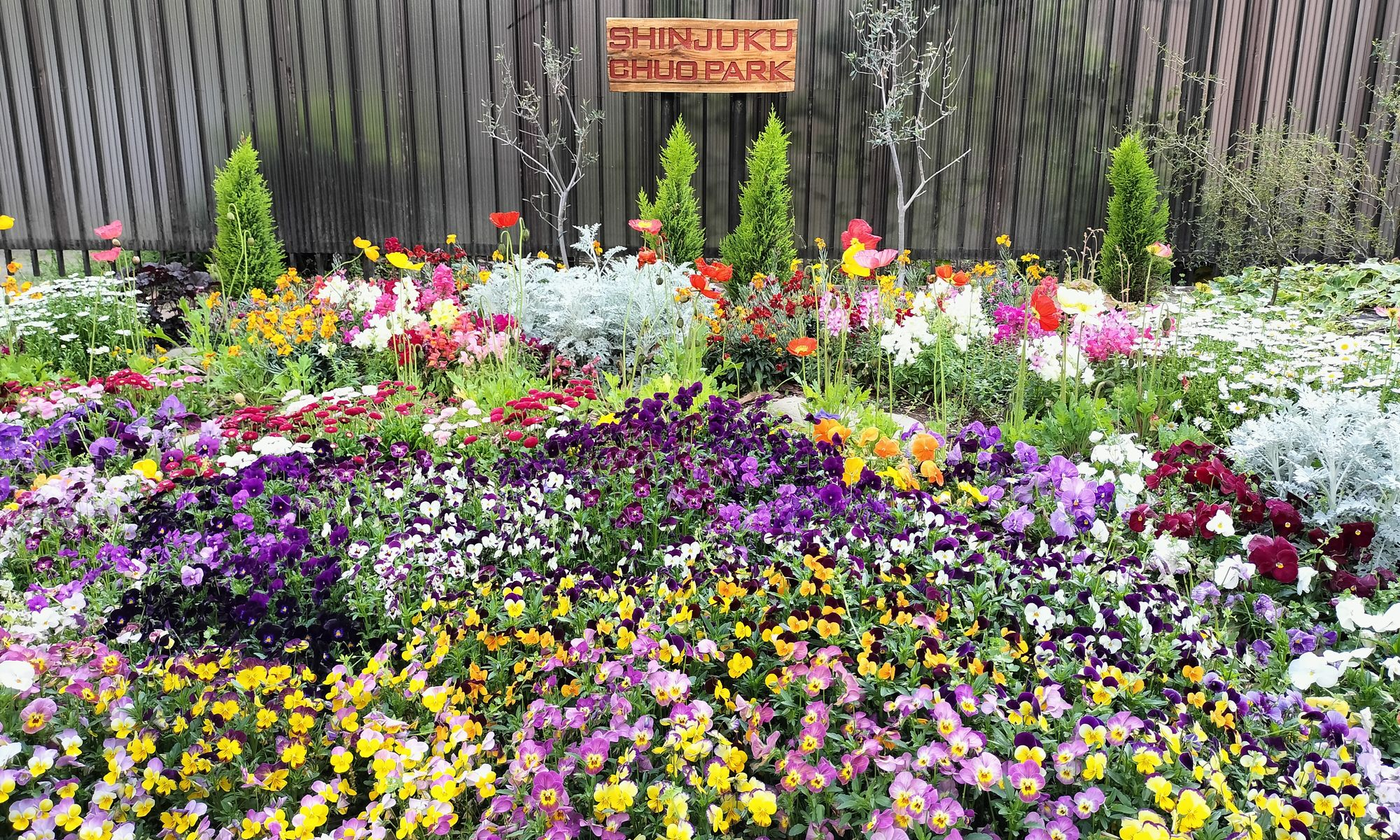
管理棟前の花壇（2024年4月）

## アクセス
- 都営大江戸線・都庁前駅 - 公園の敷地内にA5出入口がある。
- 新宿駅徒歩10分。
- 路線バス
  - 北西 - 十二社池の下
  - 中央やや南 - 中央公園（都営バス宿74系統）
  - 南西 - 十二社池の上
  - 南 - パークハイアット東京前（新宿WEバス）

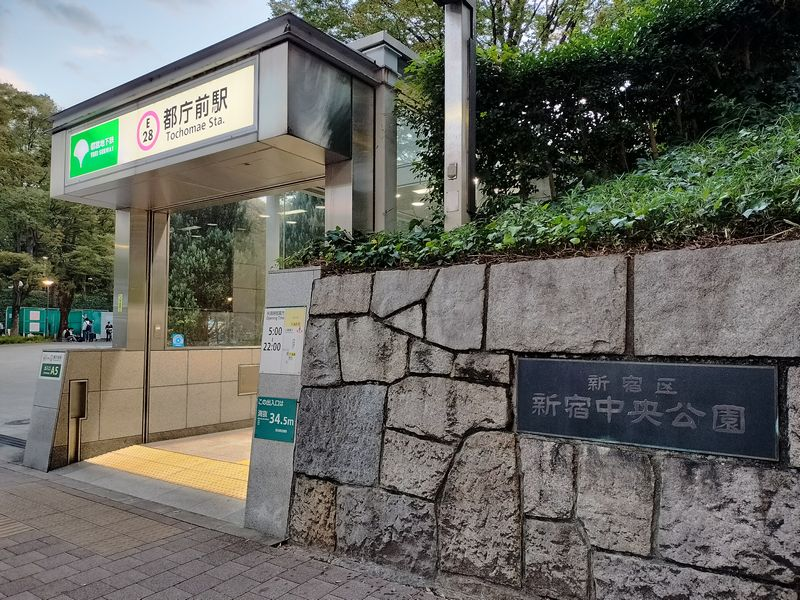
都庁前駅のA5出入口
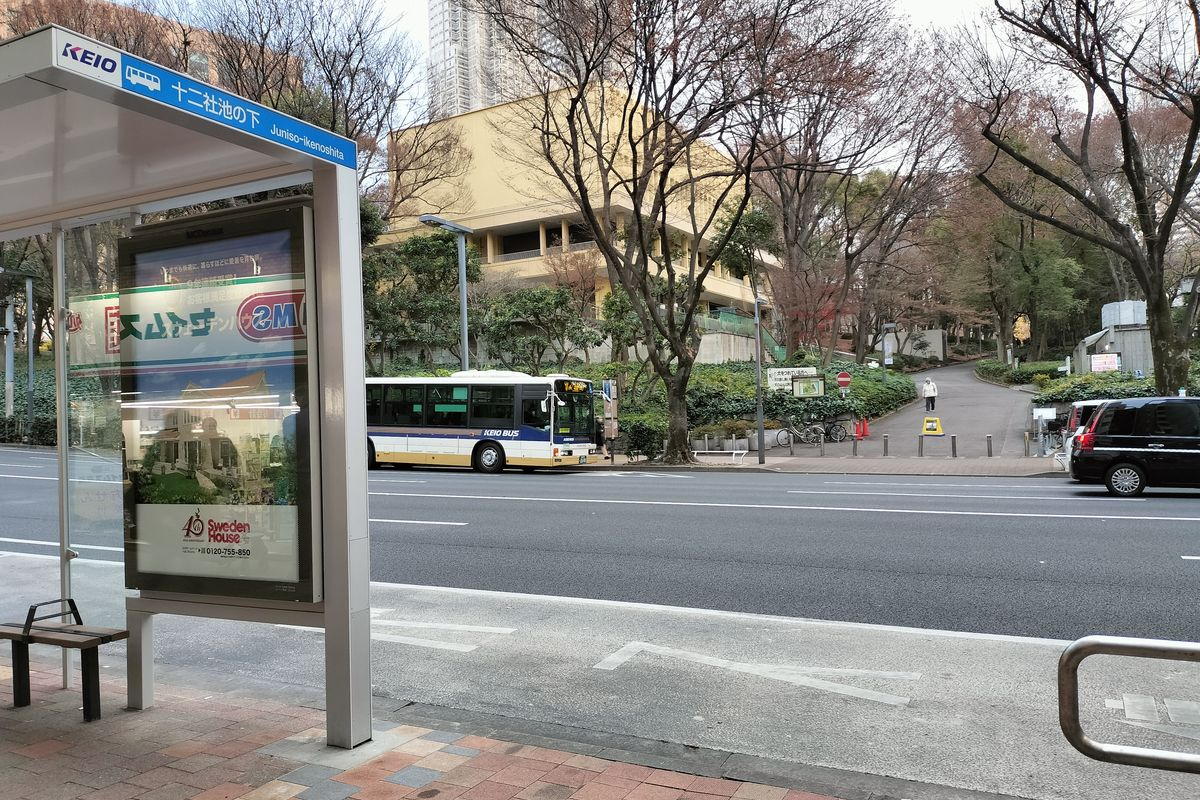
十二社池の下停留所

## 新宿中央公園が登場する作品
- 『キイハンター』『帰ってきたウルトラマン』『太陽にほえろ!』などのロケーション撮影が行われた。
- 1975年に発売された漫画『サーキットの狼』序盤で、主人公風吹裕矢のライバルの早瀬左近が率いるポルシェの暴走族「ナチス軍」の集合場所として登場する。
- 『特捜最前線』第30話（1977年10月）にて、当時存在した噴水が物語の重要な場所として登場。
- 『ゴジラ（1984）』『ゴジラvsキングギドラ』 - 西新宿が決戦の場となり、新宿中央公園のミニチュアが作られた[5][6]。前者では、本編パートの撮影も行われた[5]。
- 1987年に発売されたファミコン版推理アドベンチャーゲーム『探偵 神宮寺三郎 新宿中央公園殺人事件』（データイースト）の舞台となった。なお、同作が一連の探偵 神宮寺三郎シリーズの第1作である。
- 1995年に藤原伊織が直木賞と江戸川乱歩賞を受賞した小説『テロリストのパラソル』の冒頭で、新宿中央公園が舞台となった。また、2002年1月19日に新宿中央公園で消火器爆弾が爆発して1人が重体になる事件があり、同小説との類似性が話題となった[7]。

## 周辺施設など
- 淀橋給水所 - 東エリアの下部にある[注 4]。
- 東京電力パワーグリッド 新宿変電所 - 北エリア北西の地下にある。
- 熊野神社 - 公園の北西にある。
- 東放学園 アトリエクマノ - 公園の北西にある。
- 警視庁新宿警察署 熊野神社前交番 - 公園の北西にある。
- 十二社通り - 公園の西側の通り。
- 都営地下鉄大江戸線 - 敷地の地下を通っている。
- 東京都庁舎 - 公園の通りを挟んで向かいにある。